# Football Club Pro Vasto 2009-2010
Questa pagina raccoglie le informazioni riguardanti il Football Club Pro Vasto nelle competizioni ufficiali della stagione 2009-2010.